# Coutiches
 (avril 2022).
La mise en forme du texte ne suit pas les recommandations de Wikipédia : il faut le « wikifier ».
Les points d'amélioration suivants sont les cas les plus fréquents. Le détail des points à revoir est peut-être précisé sur la page de discussion.
- Les titres sont pré-formatés par le logiciel. Ils ne sont ni en capitales, ni en gras.
- Le texte ne doit pas être écrit en capitales (les noms de famille non plus), ni en gras, ni en italique, ni en « petit »…
- Le gras n'est utilisé que pour surligner le titre de l'article dans l'introduction, une seule fois.
- L'italique est rarement utilisé : mots en langue étrangère, titres d'œuvres, noms de bateaux, etc.
- Les citations ne sont pas en italique mais en corps de texte normal. Elles sont entourées par des guillemets français : « et ».
- Les listes à puces sont à éviter, des paragraphes rédigés étant largement préférés. Les tableaux sont à réserver à la présentation de données structurées (résultats, etc.).
- Les appels de note de bas de page (petits chiffres en exposant, introduits par l'outil «  Source ») sont à placer entre la fin de phrase et le point final[comme ça].
- Les liens internes (vers d'autres articles de Wikipédia) sont à choisir avec parcimonie. Créez des liens vers des articles approfondissant le sujet. Les termes génériques sans rapport avec le sujet sont à éviter, ainsi que les répétitions de liens vers un même terme.
- Les liens externes sont à placer uniquement dans une section « Liens externes », à la fin de l'article. Ces liens sont à choisir avec parcimonie suivant les règles définies. Si un lien sert de source à l'article, son insertion dans le texte est à faire par les notes de bas de page.
- La présentation des références doit suivre les conventions bibliographiques. Il est recommandé d'utiliser les modèles {{Ouvrage}}, {{Chapitre}}, {{Article}}, {{Lien web}} et/ou {{Bibliographie}}. Le mode d'édition visuel peut mettre en forme automatiquement les références.
- Insérer une infobox (cadre d'informations à droite) n'est pas obligatoire pour parachever la mise en page.

Pour une aide détaillée, merci de consulter Aide:Wikification.
Si vous pensez que ces points ont été résolus, vous pouvez retirer ce bandeau et améliorer la mise en forme d'un autre article.
Coutiches est une commune française située dans le département du Nord (59), en région Hauts-de-France.

## Géographie

### Localisation
Les plus grandes villes à proximité de Coutiches sont la préfecture Lille à 22 km, la sous-préfecture Douai à 14 km, Roubaix à 35 km, Lens à 32 km et Valenciennes à 30 km.
Le territoire de la commune est limitrophe de 6 communes. D'autres communes proches sont Beuvry-la-Forêt à 5,9 km, Râches à 6 km, Vred à 6 km et Nomain à 6,6 km.
| Bersée 5,1 km  | Auchy-lez-Orchies 3,7 km | Orchies 3,0 km    |
| Faumont 5,1 km | Coutiches                |                   |
|                | Flines-lez-Raches 2,8 km | Bouvignies 4,0 km |

D'après des calculs de l'IGN publiés en 2016, le centre géographique du département du Nord est situé dans la commune.

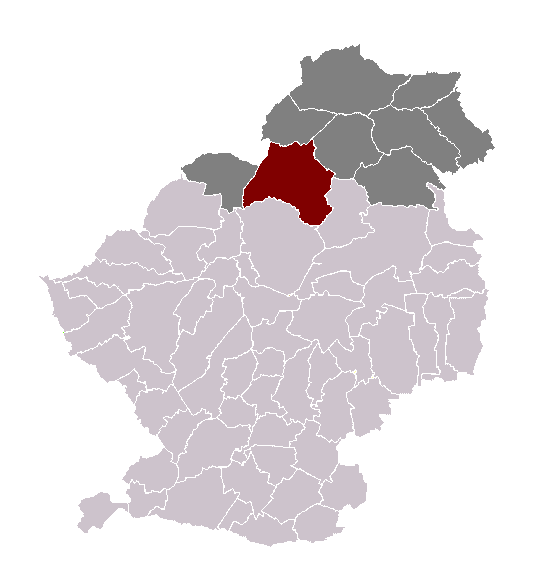
Coutiches dans son canton et son arrondissement.
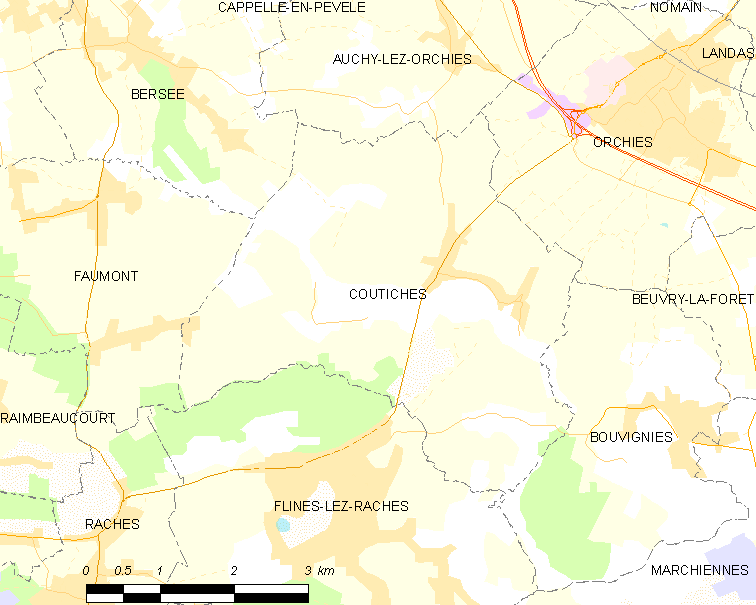
Carte de la commune.
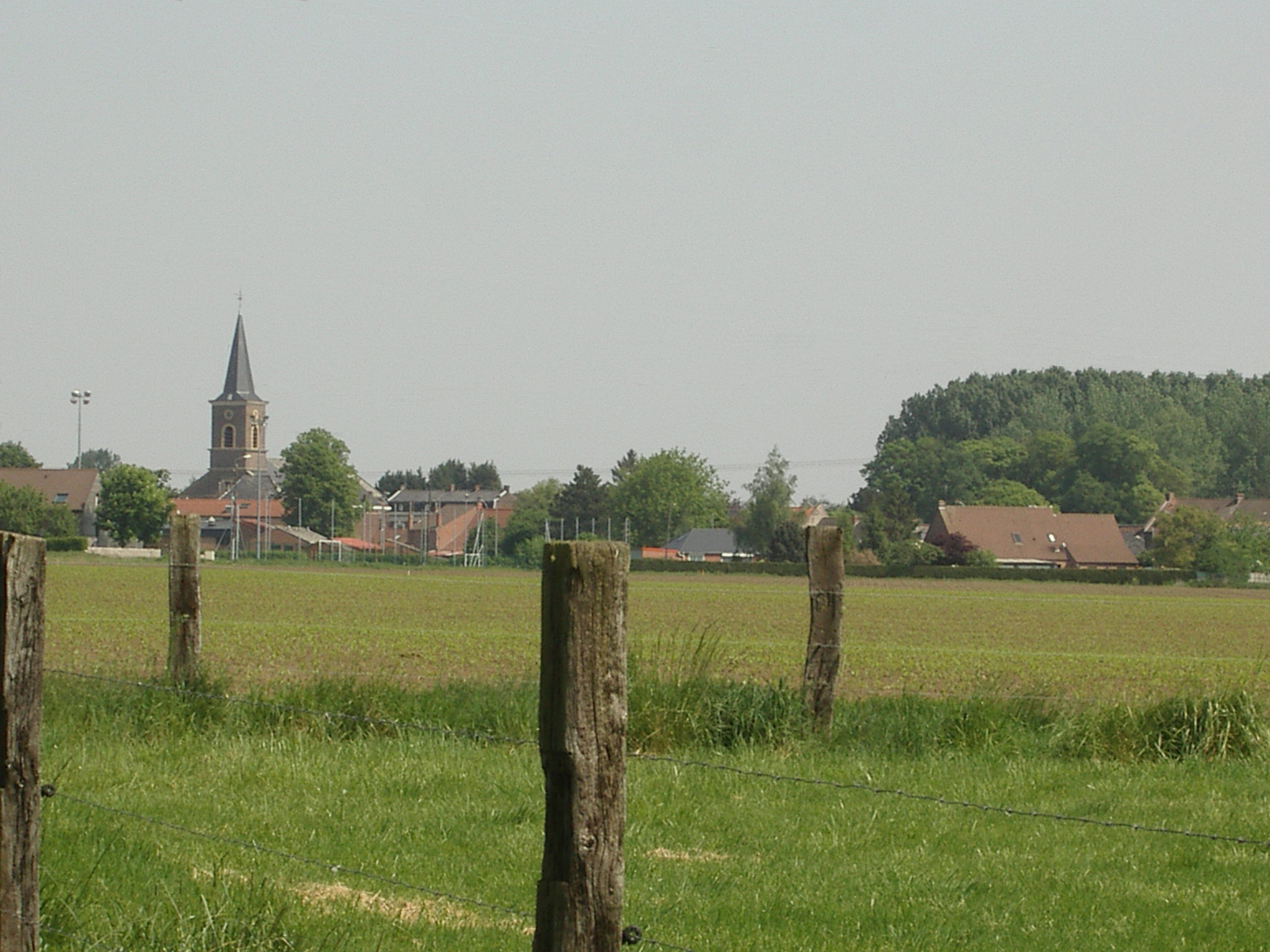
Vue du village.

### Voies de communication et transports
- Coutiches est traversée par la route départementale RD 938, anciennement route nationale 50, reliant Douai à Tournai en Belgique.
- La RD 938 a été doublé d'une piste cyclable entre Raches et Coutiches dans les années 2012-2016.
- Le tour de Coutiches par les chemins vicinaux ou par la route approche les 30 km.

### Hydrographie

#### Réseau hydrographique
La commune est située dans le bassin Artois-Picardie. Elle est drainée par le Courant de Coutiches Amont, le ruisseau du Pont Ducat, la Jonquière, le Calvaire, le Coutiches, le Crupez, le ruisseau de Guérondelle et divers autres petits cours d'eau,.
Le Courant de Coutiches Amont, d'une longueur de 17 km, prend sa source dans la commune de Thumeries et se jette  dans le Marichon à Marchiennes, après avoir traversé huit communes. 

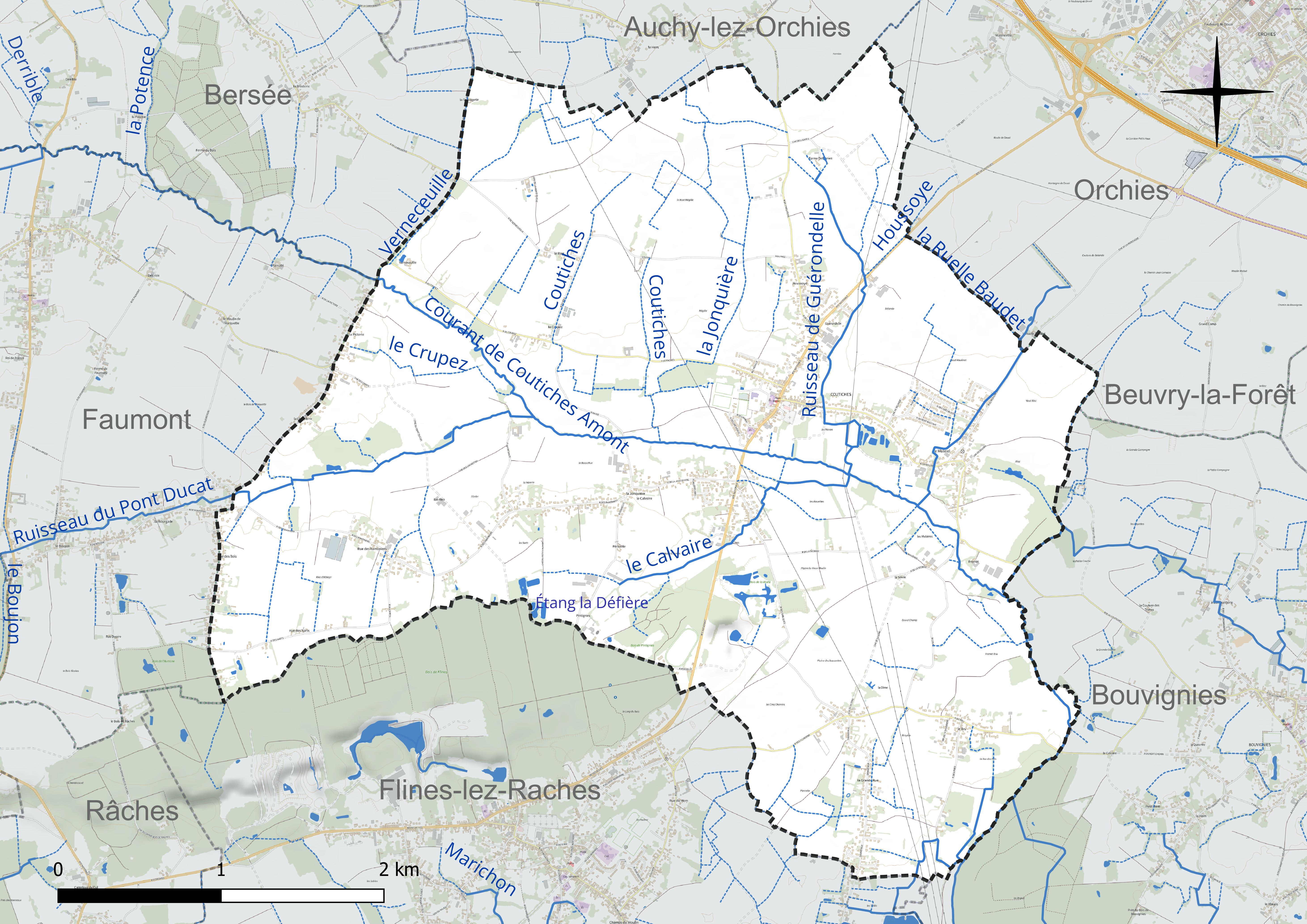
Réseau hydrographique de Coutiches.

Un plan d'eau complète le réseau hydrographique : l'étang la Défière (0,2 ha),.

#### Gestion et qualité des eaux
Le territoire communal est couvert par le schéma d'aménagement et de gestion des eaux (SAGE) « Scarpe aval ». Ce document de planification concerne un territoire de 624 km2 de superficie, délimité par le bassin versant de la Scarpe aval, comprenant la Pévèle, la plaine de la Scarpe et le bassin minier avec l'Ostrevent. Le périmètre a été arrêté le 18 mars 1997 et le SAGE proprement dit a été approuvé le 12 mars 2009, puis révisé le 5 juillet 2021. La structure porteuse de l'élaboration et de la mise en œuvre est le parc naturel régional Scarpe-Escaut. 
La qualité des cours d'eau peut être consultée sur un site dédié géré par les agences de l'eau et l'Agence française pour la biodiversité. 

### Climat
Pour des articles plus généraux, voir Climat des Hauts-de-France et Climat du Nord.
En 2010, le climat de la commune est de type climat océanique dégradé des plaines du Centre et du Nord, selon une étude du CNRS s'appuyant sur une série de données couvrant la période 1971-2000. En 2020, Météo-France publie une typologie des climats de la France métropolitaine dans laquelle la commune est exposée à un climat océanique et est dans la région climatique  Nord-est du bassin Parisien, caractérisée par un ensoleillement médiocre, une pluviométrie moyenne régulièrement répartie au cours de l'année et un hiver froid (3 °C). 
Pour la période 1971-2000, la température annuelle moyenne est de 10,6 °C, avec une amplitude thermique annuelle de 14,6 °C. Le cumul annuel moyen de précipitations est de 693 mm, avec 12 jours de précipitations en janvier et 9,4 jours en juillet. Pour la période 1991-2020, la température moyenne annuelle observée sur la station météorologique la plus proche, située sur la commune de Cappelle-en-Pévèle à 7 km à vol d'oiseau, est de 11,1 °C et le cumul annuel moyen de précipitations est de 736,6 mm,. Pour l'avenir, les paramètres climatiques de la commune estimés pour 2050 selon différents scénarios d'émission de gaz à effet de serre sont consultables sur un site dédié publié par Météo-France en novembre 2022.

## Urbanisme

### Typologie
Au 1er janvier 2024, Coutiches est catégorisée bourg rural, selon la nouvelle grille communale de densité à sept niveaux définie par l'Insee en 2022.
Elle appartient à l'unité urbaine de Coutiches, une unité urbaine monocommunale constituant une ville isolée,. Par ailleurs la commune fait partie de l'aire d'attraction de Lille (partie française), dont elle est une commune de la couronne,. Cette aire, qui regroupe 201 communes, est catégorisée dans les aires de 700 000 habitants ou plus (hors Paris),.

### Occupation des sols
L'occupation des sols de la commune, telle qu'elle ressort de la base de données européenne d'occupation biophysique des sols Corine Land Cover (CLC), est marquée par l'importance des territoires agricoles (89,2 % en 2018), en diminution par rapport à 1990 (94,4 %). La répartition détaillée en 2018 est la suivante : 
terres arables (69,8 %), prairies (10,8 %), zones urbanisées (8,7 %), zones agricoles hétérogènes (8,7 %), forêts (2,1 %). L'évolution de l'occupation des sols de la commune et de ses infrastructures peut être observée sur les différentes représentations cartographiques du territoire : la carte de Cassini (XVIIIe siècle), la carte d'état-major (1820-1866) et les cartes ou photos aériennes de l'IGN pour la période actuelle (1950 à aujourd'hui).

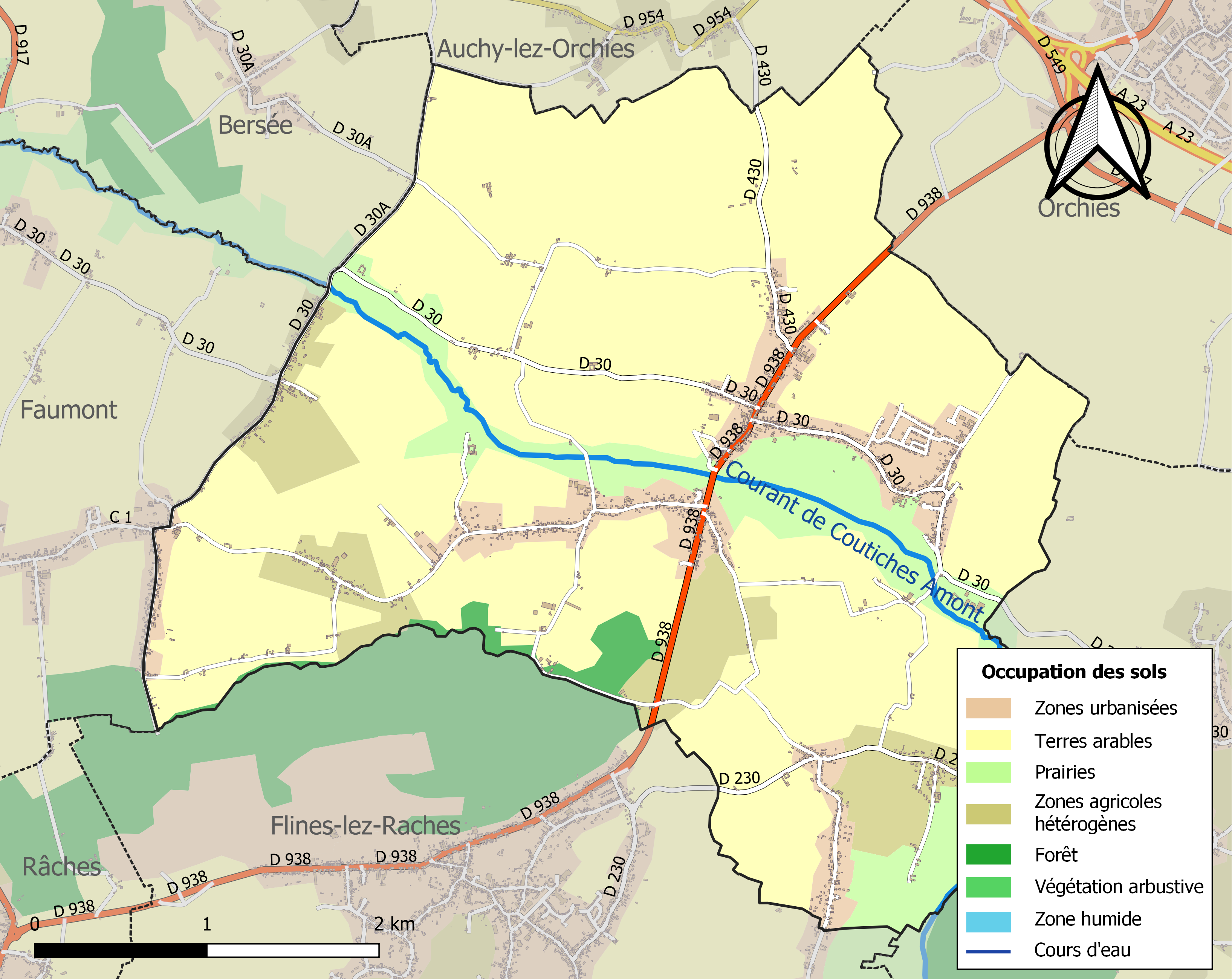
Carte des infrastructures et de l'occupation des sols de la commune en 2018 (CLC).

#### Urbanisation
Les habitations sont étalées sur un tiers environ de la surface du territoire de la commune. Hormis grand bourg et petit bourg pour le centre du village, acronymes utilisés encore aujourd'hui, il y a une série de hameaux du village aux noms évocateurs : la Jonquière, les Ramoniers, où on fabriquait probablement des ramons, balais composés de fétus de paille sertis à l'extrémité d'une branche ; les Sars et Louviers où devaient rôder les loups du bois de Flines ; le Molinel, sans doute nom dû à de petits moulins qui devaient couronner les abords de la plaine de Beeland (nom qui viendrait peut-être de Beet-Land : plaine); puis la Picterie, le Bru, l'Houssoye, etc.
Au sud du bourg se situe sur la D938 un petit parc d'activité commerciale.

#### Logement
En 2013, le nombre total de logements dans la commune était de 1 108.
Parmi ces logements, 95,9 % étaient des résidences principales, 0,8 % des résidences secondaires et 3,3 % des logements vacants.
La proportion des résidences principales, propriétés de leurs occupants était de 83,8 %.

#### Projets d'urbanisation
Le Plan local d'urbanisme, (PLU) de Coutiches, révisé en 2015-2016, prévoit une croissance de 9 % de la population de 2015 à 2030 et la construction de 200 logements dont 26 dans le centre actuel et les autres dans trois secteurs ouverts à l'urbanisation.

#### Environnement
Coutiches est une commune associée du parc naturel régional Scarpe-Escaut, le premier parc naturel régional de France, créé en 1968, et qui compte 48 communes adhérentes  et 12 communes associées.

## Toponymie
Le nom de Coutiches vient du latin costicenses qui veut dire petites fermes sur le versant de la colline. Le mot Costiciades - la fête municipale annuelle - en découle directement.

## Histoire

### Antiquité
- La route Coutiches-Marchiennes serait d'origine gallo-romaine. Coutiche se trouvait à la limite de la cité des Atrébates et celle des Ménapiens. L'archéologie récente a révélé (depuis 2002) la présence de plusieurs ateliers céramiques gallo-romains de tegulae et, au site des Sousottes, d'un seul atelier de poterie[25].

### Moyen Âge
- Avant le XIIe siècle, les terres de Coutiches ont été exploitées ou au moins portées sur le registre de l'ancienne abbaye de Marchiennes. Coutiches (et donc Faumont) appartenait au diocèse d'Arras et était une des six villes de l'apanage de la motte castrale d'Orchies, territoire de Flandres.

Clémence de Bourgogne, comtesse de Flandres et sœur du pape Calixte II, confirme en 1129 la donation de terres achetés de l'abbaye de Marchiennes aux religieuse de Bourbourg en vue de la fondation d'un monastère à Faumont (Coutiches).
- L'Abbaye de Flines, fondé en 1234 à Orchies, transféré en 1251 à Flines, possédait cinq seigneuries sur le territoire de Coutiches (Faumont inclus) : la Mairie[Note 4], l'Infirmerie et Pintignies, puis Hellignies (à cheval sur Coutiches et Auchy) et la Grande Vacquerie (situé à Faumont). Ces cinq seigneuries sont présentés en détail sur un atlas des possessions de l'Abbaye, exécuté en 1716 par l'arpenteur Joachim Defosseux[26],[27].

Le château de Cans, aujourd'hui disparu, se trouvait près de la Haizeterie. Il est attesté en 1282 dans un acte signé par le chevalier Renaud de Cans de la maison de Croisille.

### Temps Modernes
- Sur une gravure du XVIe siècle, actuellement conservée à la municipalité de Bruxelles, on peut voir trois monuments significatifs : une église à deux nefs, la chapelle des fièvres qui est un lieu de pèlerinage remontant au haut Moyen Âge, et un gros bâtiment sans doute de ferme près duquel plus tardivement fut édifié un moulin, probablement à grain, comme on en trouvait de nombreux à l'époque, sur une butte qui a été arasée à la fin des années 1950 et qui se situait sur la route entre Coutiches et Auchy. La ferme existe encore avec un bâtiment de pierre calcaire de l'époque. La gravure avait été commandée par le Duc Charles de Croÿ, dont le domaine permettait d'aller à cheval de la frontière belgo-néerlandaise jusqu'à Senlis. Elle fait partie d'une collection qui présente toutes les localités ayant appartenu au Duc, celui-ci n'ayant jamais pu faire le tour de ses propriétés à cheval sinon grâce à celles-ci.
- Face à l'église se trouvait la Rouge-maison où se tenaient aux XVIe et XVIIe siècles les plaids de Coutiches[29].
- Il y a trois châteaux d'habitation à Coutiches : celui de Pintignies (sortie vers Flines -les-Râches), celui de Panama (aux confins de Faumont, aux Sars et Louviers), et Dennetière (Molinel). Louis XIV aurait fait en 1677 un bivouac au Château de Pintignies, lors de la prise de Valenciennes[30],[31].

### Époque contemporaine
- Le dernier sonneur de Coutiches, qui s'est éteint à la fin des années cinquante, vivait dans une véritable chaumière, située le long du courant de Coutiches, à l'extrémité du chemin de Lannay.

## Héraldique
|  | Les armes de Coutiches se blasonnent ainsi :"De gueules, au chef d'or chargé de trois molettes de sable." |

## Politique et administration

### Tendances politiques et résultats
Lors du premier tour des élections municipales le 15 mars 2020, vingt-trois sièges sont à pourvoir ; on dénombre 2 292 inscrits, dont 1 142 votants (49,83 %), 6 votes blancs (0,53 %) et 1 107 suffrages exprimés (96,94 %). La liste Bien vivre à Coutiches menée par le maire sortant Pascal Fromont recueille 682 voix (61,61 %) et remporte ainsi dix-neuf sièges au conseil municipal contre quatre pour la liste Coutiches vert demain menée par Anne Debarge avec 425 voix (38,39 %),. Le confinement lié à la pandémie de Covid-19 retarde d'environ deux mois l'élection des maires par les nouveaux conseils municipaux. Pascal Fromont est élu pour un second mandat avec dix-neuf voix contre quatre pour Anne Debarge le 23 mai.

### Liste des maires
Maire de 1802 à 1807 : Hornez,.
Maire en 1808 : Desmoutier

Maire en 1931 : Bonnet, agriculteur, membre du Conseil général du Nord.
| Période                                  | Période                   | Identité             | Étiquette | Qualité                                                                |
| ---------------------------------------- | ------------------------- | -------------------- | --------- | ---------------------------------------------------------------------- |
| Les données manquantes sont à compléter. |                           |                      |           |                                                                        |
| ...                                      | 1904                      | Alexandre Dennetière |           | Chevalier du Mérite Agricole.                                          |
| 1904                                     | 1905                      | Célestin Bonnet      |           | Chevalier du Mérite Agricole.                                          |
| 1905                                     | 1936                      | Victor Bonnet        |           | Membre du conseil général du nord et Chevalier de la Légion d'Honneur. |
| 1936                                     | 1941                      | Philippe Bonnet      |           | ...                                                                    |
| 1944                                     | 1945                      | Jules Dupuis         |           | Adjoint au maire (1941 → 1944)                                         |
| 1945                                     | 1958                      | François Dhainaut    |           | ...                                                                    |
| 1958                                     | 1971                      | Pierre Carpentier    |           | Chevalier de la Légion d'Honneur.                                      |
| 1971                                     | 1995                      | Émile Dubart         |           | en fonction en 1974 et en 1981                                         |
| juin 1995                                | avril 2014                | Xavier Dupire        | UMP       |                                                                        |
| 4 avril 2014                             | En cours (au 23 mai 2020) | Pascal Fromont       | DVD       | Retraité de la fonction publique                                       |

## Population et société

### Démographie

#### Évolution démographique
L'évolution du nombre d'habitants est connue à travers les recensements de la population effectués dans la commune depuis 1793. Pour les communes de moins de 10 000 habitants, une enquête de recensement portant sur toute la population est réalisée tous les cinq ans, les populations de référence des années intermédiaires étant quant à elles estimées par interpolation ou extrapolation. Pour la commune, le premier recensement exhaustif entrant dans le cadre du nouveau dispositif a été réalisé en 2007.

En 2022, la commune comptait 3 341 habitants, en évolution de +11,33 % par rapport à 2016 (Nord : +0,51 %, France hors Mayotte : +2,11 %).
| 1793  | 1800  | 1806  | 1821  | 1831  | 1836  | 1841  | 1846  | 1851  |
| ----- | ----- | ----- | ----- | ----- | ----- | ----- | ----- | ----- |
| 2 656 | 1 930 | 2 775 | 3 334 | 2 102 | 2 112 | 2 150 | 2 181 | 2 183 |

| 1856  | 1861  | 1866  | 1872  | 1876  | 1881  | 1886  | 1891  | 1896  |
| ----- | ----- | ----- | ----- | ----- | ----- | ----- | ----- | ----- |
| 2 118 | 2 119 | 2 119 | 2 091 | 2 005 | 1 955 | 1 942 | 1 932 | 1 926 |

| 1901  | 1906  | 1911  | 1921  | 1926  | 1931  | 1936  | 1946  | 1954  |
| ----- | ----- | ----- | ----- | ----- | ----- | ----- | ----- | ----- |
| 1 871 | 1 794 | 1 751 | 1 695 | 1 729 | 1 688 | 1 648 | 1 579 | 1 606 |

| 1962  | 1968  | 1975  | 1982  | 1990  | 1999  | 2006  | 2007  | 2012  |
| ----- | ----- | ----- | ----- | ----- | ----- | ----- | ----- | ----- |
| 1 521 | 1 549 | 1 516 | 1 517 | 2 051 | 2 235 | 2 467 | 2 500 | 2 852 |

| 2017  | 2022  | - | - | - | - | - | - | - |
| ----- | ----- | - | - | - | - | - | - | - |
| 3 014 | 3 341 | - | - | - | - | - | - | - |

La chute de la population entre les recensements de 1821 et 1831 est due à la création de la commune de Faumont en 1830.
La population de Coutiches a au XXe siècle longtemps stagné autour de 1 500 habitants, avant de bondir à plus de 2 500 après le tournant du millénaire. Cette population est dite de caractère « rurbaine », résidant à la campagne et travaillant à la ville.

#### Pyramide des âges
La population de la commune est relativement jeune.
En 2018, le taux de personnes d'un âge inférieur à 30 ans s'élève à 37,1 %, soit en dessous de la moyenne départementale (39,5 %). À l'inverse, le taux de personnes d'âge supérieur à 60 ans est de 19,5 % la même année, alors qu'il est de 22,5 % au niveau départemental.
En 2018, la commune comptait 1 519 hommes pour 1 522 femmes, soit un taux de 50,05 % de femmes, légèrement inférieur au taux départemental (51,77 %).
Les pyramides des âges de la commune et du département s'établissent comme suit.
| Hommes | Classe d’âge | Femmes |
| ------ | ------------ | ------ |
| 0,2    | 90 ou +      | 0,8    |
| 3,2    | 75-89 ans    | 5,0    |
| 14,6   | 60-74 ans    | 15,2   |
| 23,3   | 45-59 ans    | 21,8   |
| 20,0   | 30-44 ans    | 21,7   |
| 16,3   | 15-29 ans    | 15,5   |
| 22,5   | 0-14 ans     | 20,0   |

| Hommes | Classe d’âge | Femmes |
| ------ | ------------ | ------ |
| 0,5    | 90 ou +      | 1,4    |
| 5,3    | 75-89 ans    | 8,1    |
| 14,8   | 60-74 ans    | 16,2   |
| 19,1   | 45-59 ans    | 18,4   |
| 19,5   | 30-44 ans    | 18,7   |
| 20,7   | 15-29 ans    | 19,1   |
| 20,2   | 0-14 ans     | 18     |

## Lieux et monuments
- Église Notre-Dame-de-Foy de Coutiches, néo-romane et reconstruite en 1823 par Boulet, architecte à Douai.
- Le monument aux morts.
- Un calvaire de 1758.
- Les chapelles-oratoires : Notre-Dame-des-Fiévres, Notre-Dame-du-Mont-Carmel de 1850, Sainte-Philomène de 1856, Notre-Dame-de-Lourdes de 1891, Notre-Dame-de-Foy de 1955. Un circuit de randonnée fait le tour des chapelles[48].

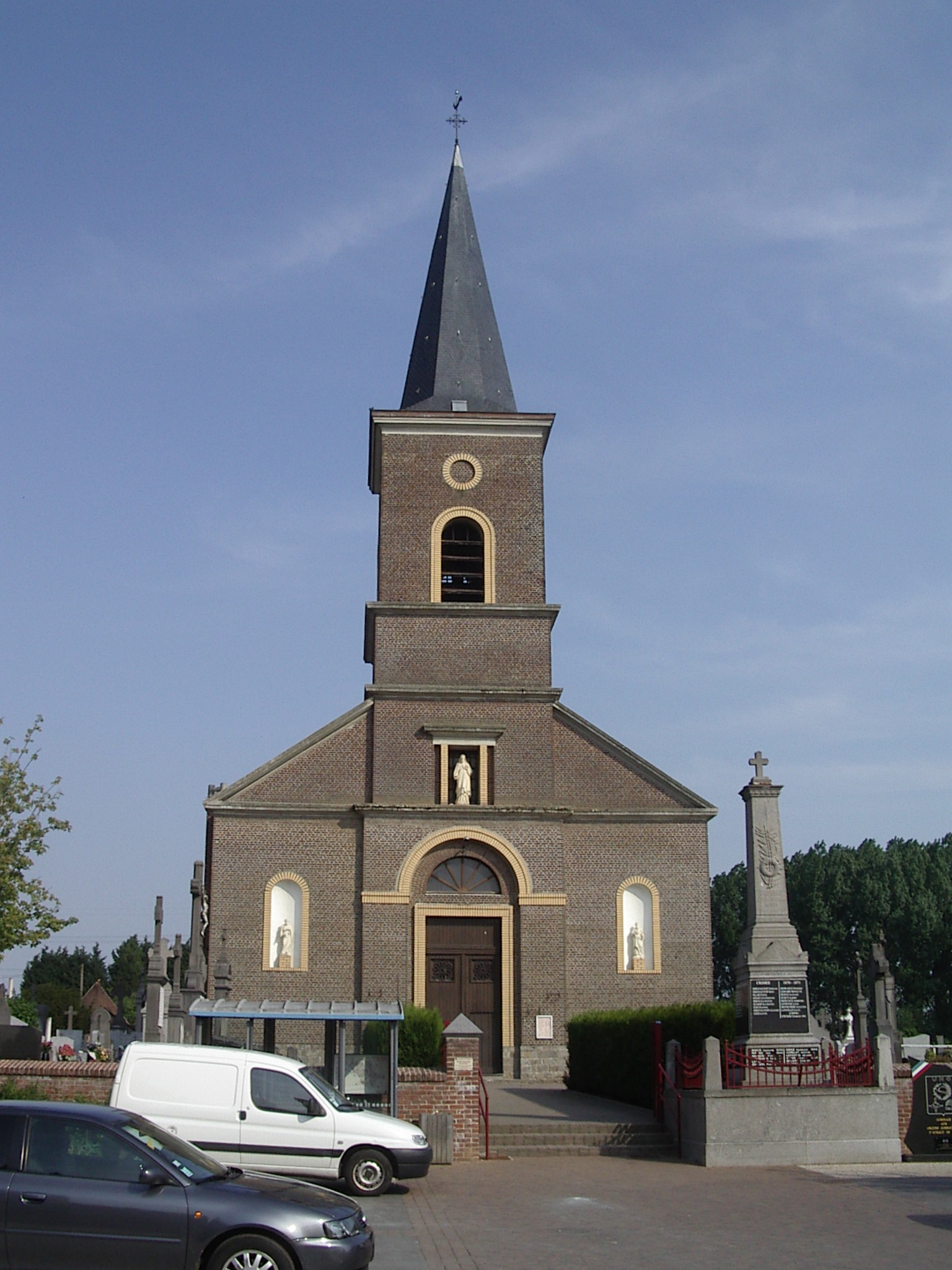
Église Notre-Dame-de-Foy.
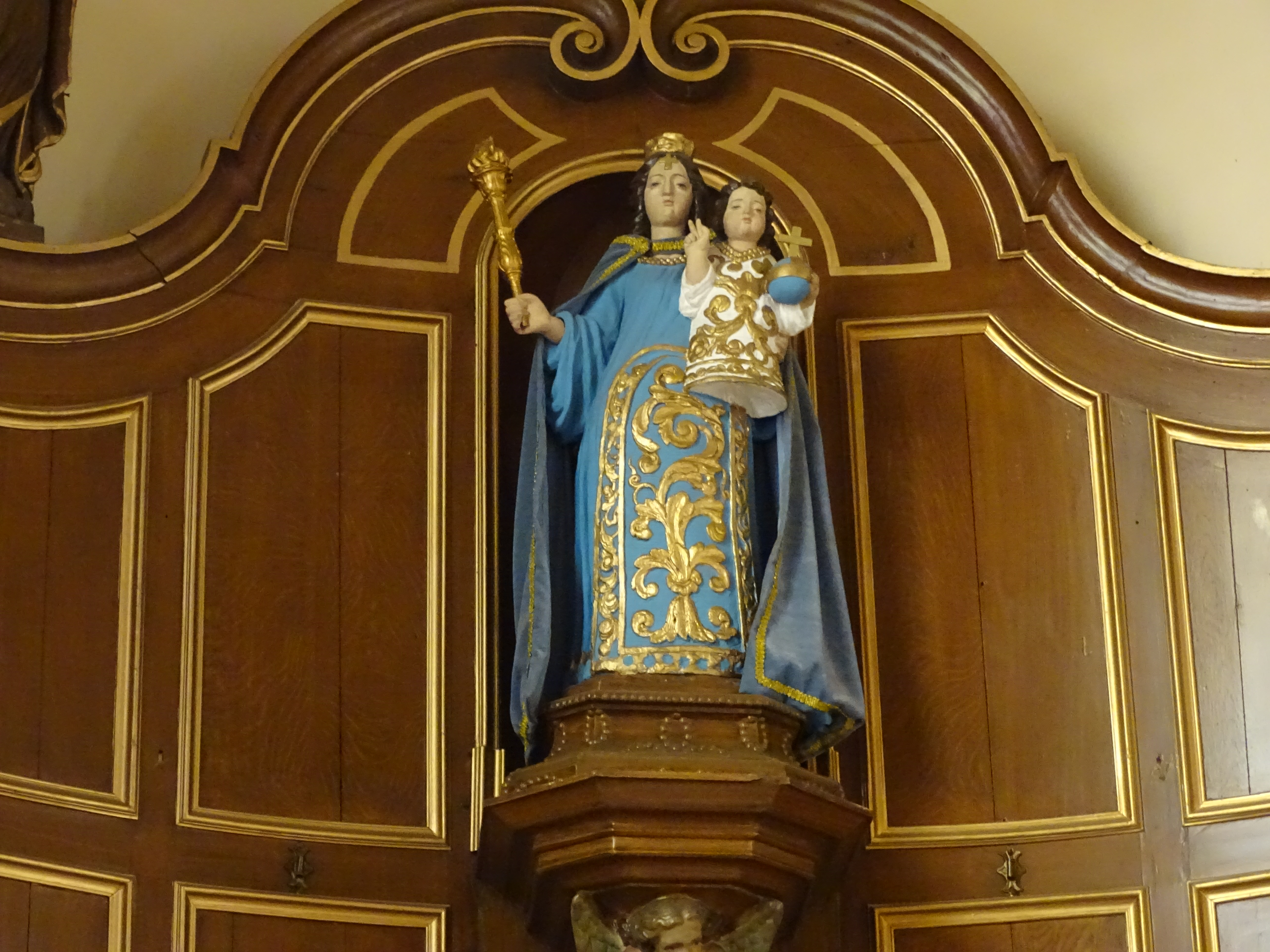
La statue miraculeuse de Notre-Dame-de-Foy de Coutiches, dans le transept de l'église du même nom.
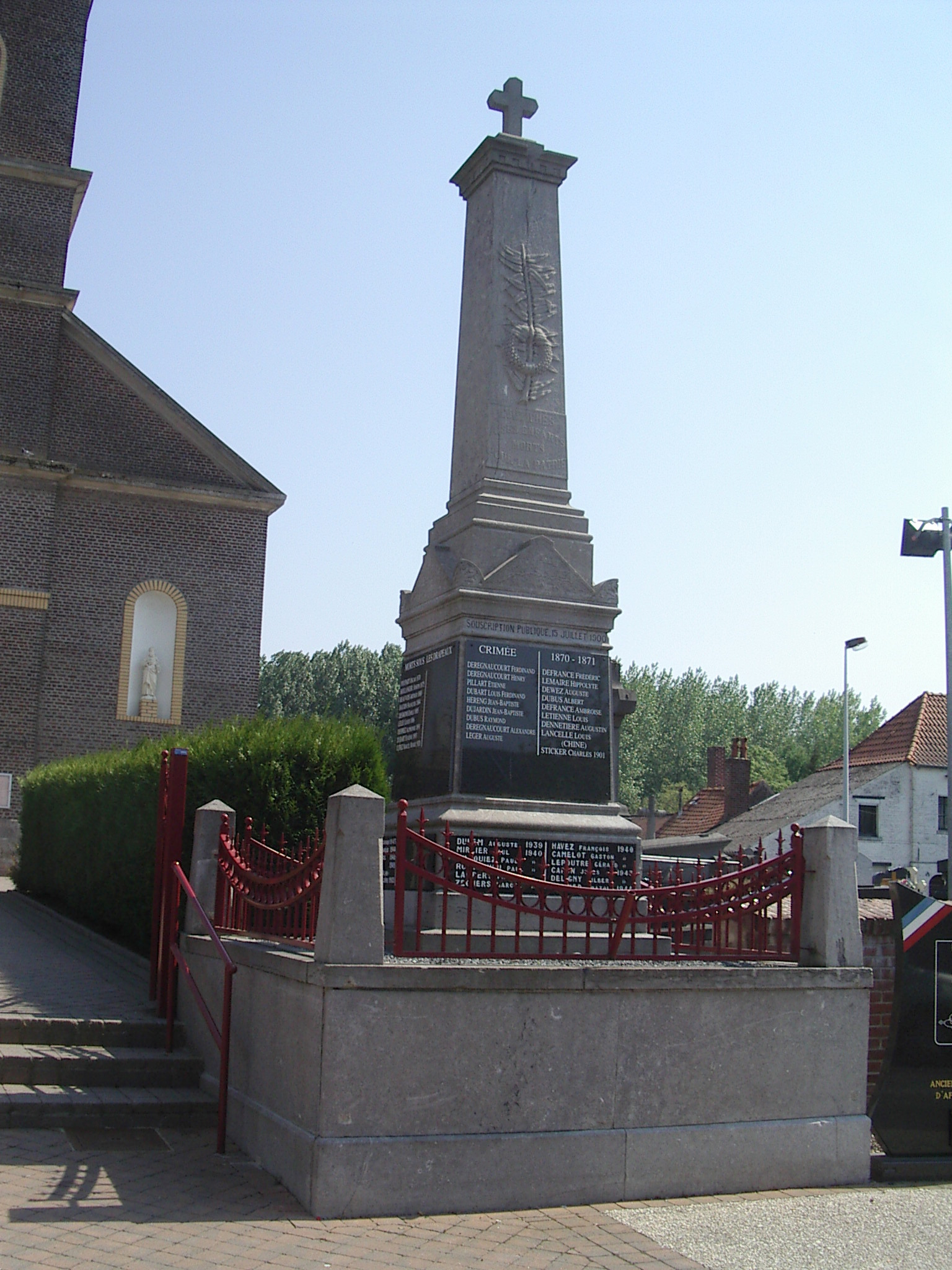
Monuments aux Morts
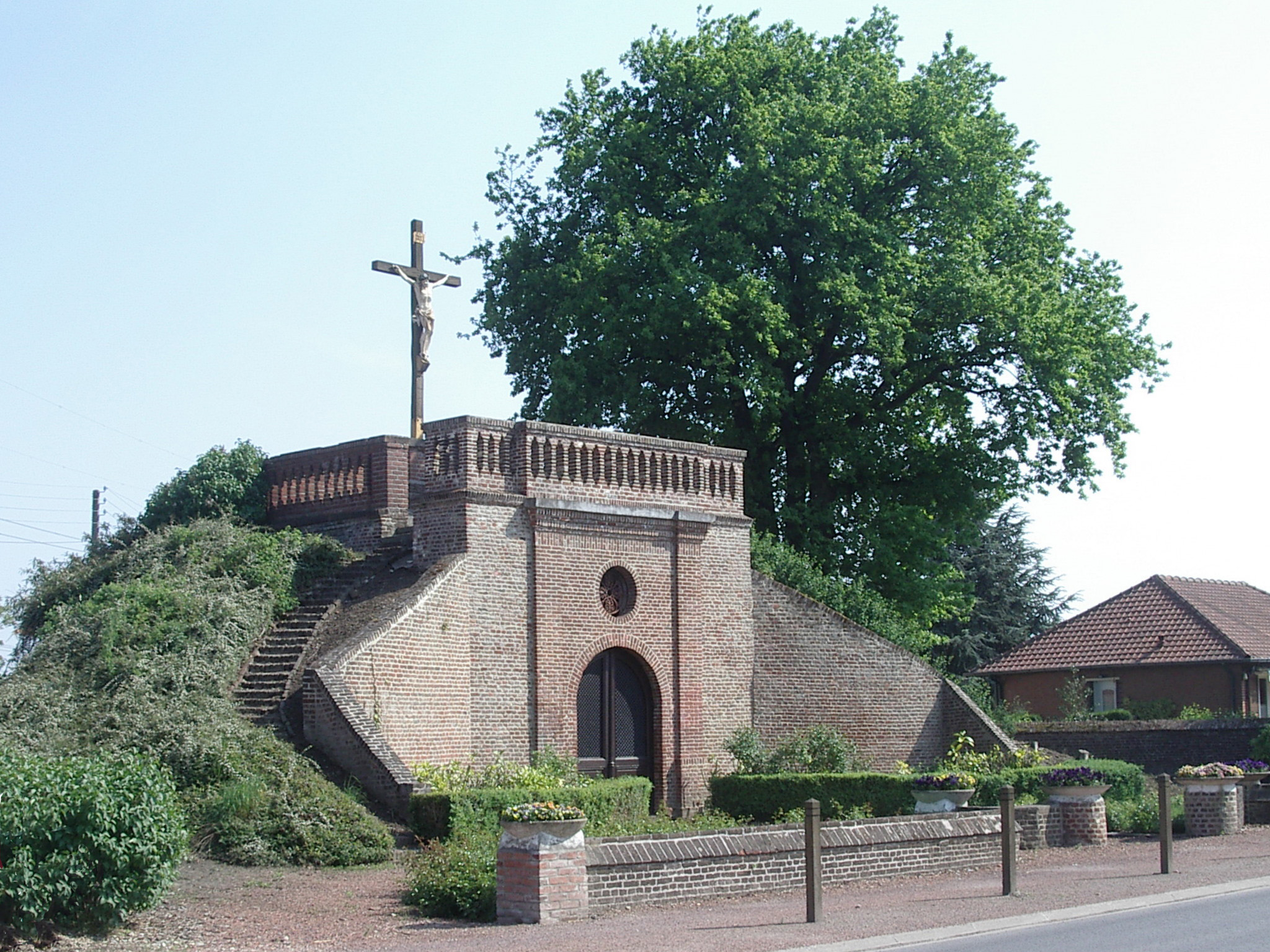
Chapelle du Calvaire.
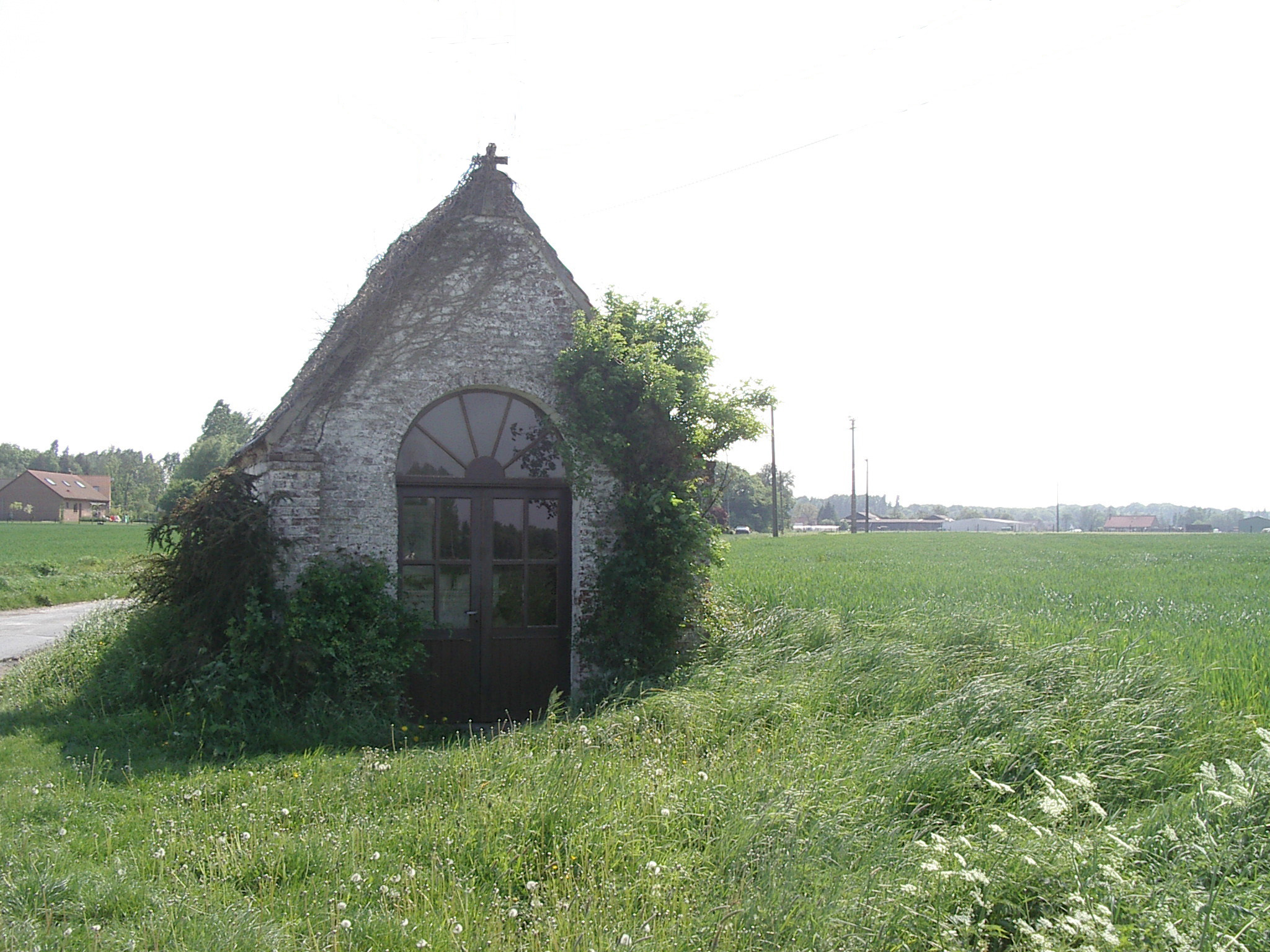
Chapelle Notre-Dame-du-Mont-Carmel.
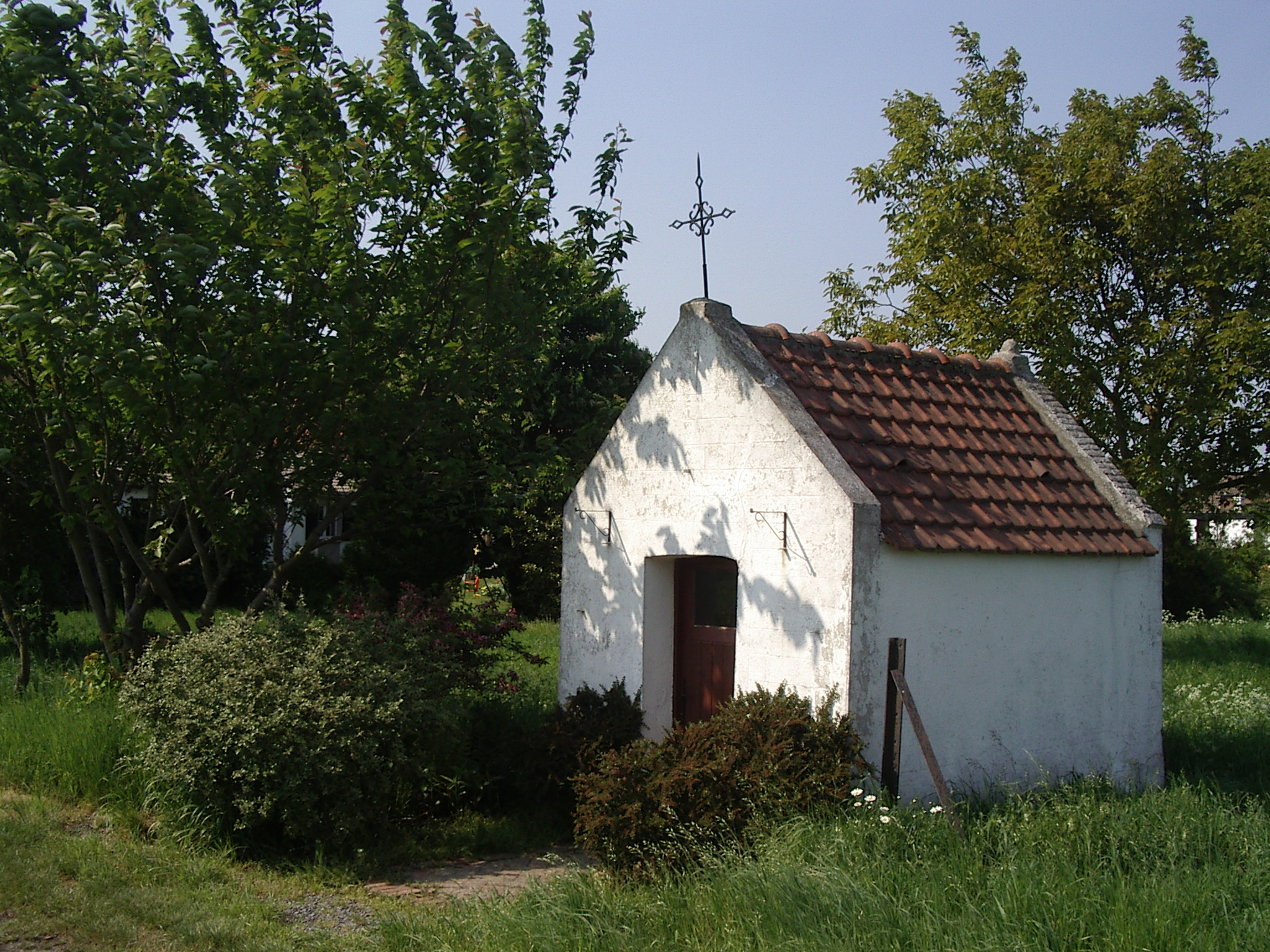
Chapelle Notre-Dame-des-Fièvres.
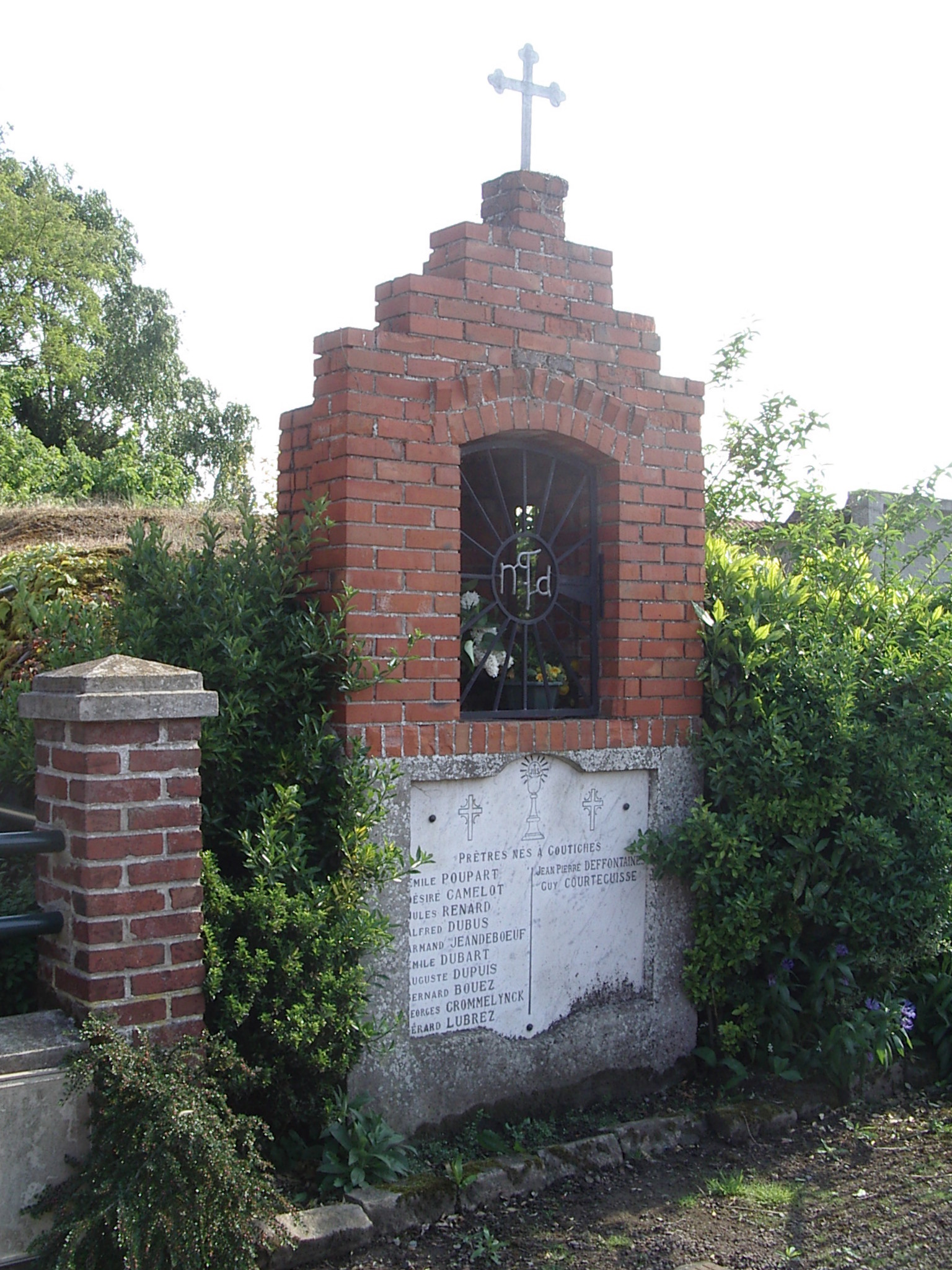
Chapelle Notre-Dame-de-Foy.
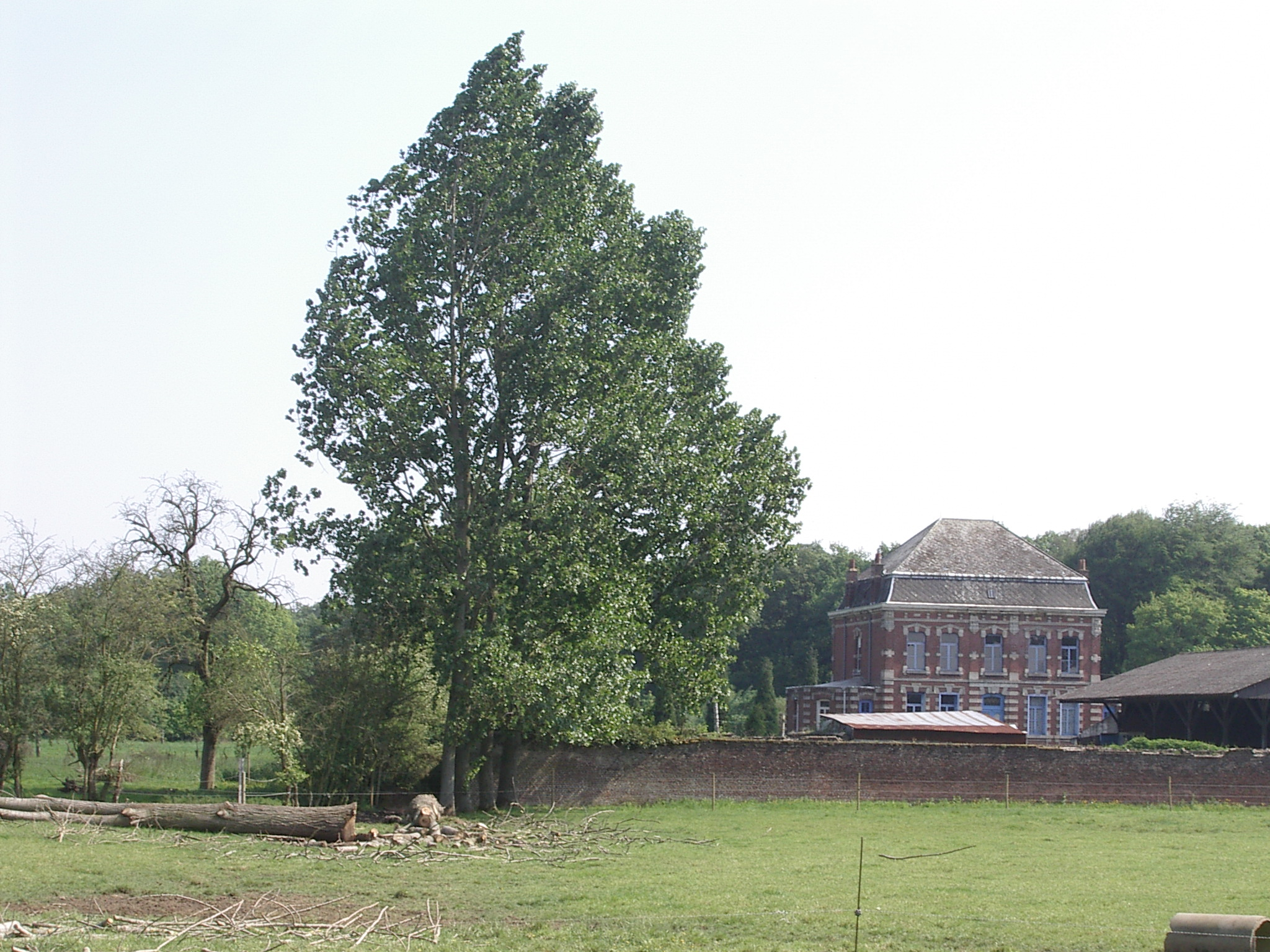
L'une des deux maisons de maître de Pintignies.

## Personnalités liées à la commune
- Alexandre-Joseph-Séraphin d'Haubersart (1732-1823), magistrat et homme politique, sénateur et pair de France (naissance à Douai ou à Coutiches, baptême et enfance à Coutiches).
- Charles Desmoutiers (1810-1902), homme politique, député, né à Coutiches.
- José Catieau (1946-2023), né à Coutiches, coureur cycliste ayant porté le maillot jaune dans le Tour de France 1973.

### Folklore
Coutiches a pour géante Cilia.

## Politique
Élection présidentielle 2022 à Coutiches, premier tour :
- Inscrits : 2446 / Votants : 1995 / Exprimés : 1967(24 blancs et 4 nuls)
- Résultat :
  - Nathalie Arthaud : 8 voix, 0,41%
  - Fabien Roussel : 49 voix, 2,49%
  - Emmanuel Macron : 628 voix, 31,93%
  - Jean Lassalle : 56 voix, 2,85%
  - Marine Le Pen : 560 voix, 28,47%
  - Éric Zemmour : 123 voix, 6,25%
  - Jean-Luc Mélenchon : 299 voix, 15,20%
  - Anne Hidalgo : 29 voix, 1,47%
  - Yannick Jadot : 70 voix, 3,56%
  - Valérie Pécresse : 87 voix, 4,42%
  - Philippe Poutou : 8 voix, 0,41%
  - Nicolas Dupont-Aignan : 50 voix, 2,54%

Élection présidentielle 2017 à Coutiches, premier tour :
- Inscrits : 2252/ Votants : 1948 / Exprimés : 1910 (23 blancs et 15 nuls)
- Résultat :
  - Nicolas Dupont-Aignan : 98 voix, 5,13%
  - Marine Le Pen : 511 voix, 26,75%
  - Emmanuel Macron : 467 voix, 24,45%
  - Benoît Hamon : 60 voix, 3,14%
  - Nathalie Arthaud : 9 voix, 0,47%
  - Philippe Poutou : 9 voix, 0,47%
  - Jacques Cheminade : 0 voix, 0,00%
  - Jean Lassalle : 5 voix, 0,26%
  - Jean-Luc Mélenchon : 322 voix, 16,86%
  - François Asselineau : 13 voix, 0,68%
  - François Fillon : 416 voix, 21,78%

Élection présidentielle 2012 à Coutiches, premier tour :
- Inscrits : 2091 / Votants 1766 / Exprimés : 1750 (16 blancs ou nuls)
- Résultat :
  - Eva Joly : 29 voix, 1,66%
  - Marine Le Pen : 390 voix, 22,29%
  - Nicolas Sarkozy : 539 voix, 30,8%
  - Jean-Luc Mélenchon : 194 voix, 11,09%
  - Philippe Poutou : 18 voix, 1,03%
  - Nathalie Arthaud : 3 voix, 0,97%
  - Jacques Cheminade : 5 voix, 0,29%
  - François Bayrou : 181 voix, 10,34%
  - Nicolas Dupont-Aignan : 32 voix, 1,83%
  - François Hollande : 359 voix, 20,51%

.
Élection présidentielle 2007 à Coutiches, premier tour :
- Inscrits : 1849 / Votants : 1591 / Exprimés : 1582 (9 blancs ou nuls)
- Résultat :
  - Nicolas Sarkozy : 554 voix, 35,02 %
  - François Bayrou : 304 voix, 19,22 %
  - Ségolène Royal : 284, 17,95 %
  - Jean-Marie Le Pen 200 voix, 12,64 %
  - Olivier Besancenot 63 voix, 3,98 %
  - Frédéric Nihous 47 voix, 2,97 %
  - Marie-George Buffet 39 voix, 2,47 %
  - Dominique Voynet 27 voix, 1,71 %
  - Philippe de Villiers 27 voix, 1,71 %
  - Arlette Laguiller 23 voix, 1,45 %
  - José Bové 13 voix, 0,82 %
  - Gérard Schivardi 1 voix, 0,06 %.

.
Élection présidentielle 2002 à Coutiches, premier tour :
- Inscrits : 1656 / Votants : 1358 / Exprimés : 1325 (33 blancs ou nuls)
- Résultat :
  - Jacques Chirac 21,21 %
  - Jean-Marie Le Pen 18,34 %
  - Lionel Jospin 10,42 %
  - François Bayrou 7,85 %
  - Jean Saint-Josse 7,09 %
  - Noël Mamère 6,04 %
  - Jean-Pierre Chevènement 5,13 %
  - Arlette Laguiller 4,83 %
  - Alain Madelin 4,53 %
  - Robert Hue 4,15 %
  - Bruno Mégret 3,02 %
  - Olivier Besancenot 2,87 %
  - Christine Boutin 1,58 %
  - Corinne Lepage 1,43 %
  - Christiane Taubira 0,98 %
  - Daniel Gluckstein 0,53 %

## Pour approfondir